# 新恰拉
新恰拉（羅馬化：Novaya Chara）是俄罗斯外贝加尔边疆区的市级镇，属卡拉尔区，位于奥廖克马河流域内尼伦格纳坎河（Нирунгнакан）畔，距其汇入恰拉河之处不远；在区行政中心恰拉村南、边疆区首府赤塔东北方。
该地2021年人口有3,721人；2010年人口4,315；2002年人口4,693；1989年人口8,787。